# Si Perkoff
Simon „Si“ Perkoff (* 1937 in St. Louis, Missouri) ist ein US-amerikanischer Jazzmusiker (Piano, Gesang).

## Leben und Wirken
Perkoff begann im Alter von sieben Jahren mit klassischem Klavierunterricht und entwickelte dann Interesse an Boogie-Woogie, was zu einer Ausbildung an der California School of Fine Arts führte. Perkoff lebte anschließend eine Zeitlang in New York City als Musiker, war Schüler von Hall Overton und wurde kurzzeitig wegen Marihuanabesitzes inhaftiert.
Ab 1958 war Perkoff in der Musikszene der San Francisco Bay Area aktiv. Dort spielte er u. a. New Oakland Jazz Orchestra und The Mike Vax Jazz Orchestra sowie mit Bob Finchs Chicago Six. 1979 legte er sein erstes Album unter eigenem Namen vor,  Poets Journey, eingespielt mit Bob Maize am Bass und Vince Lateano am Schlagzeug. 
Mit Chuck Bernstein und Sam Bevan bildete Perkoff 1999 das Monk's Music Trio, mit dem er zunächst das Album Monk’s Bones (2005), einspielte. Beteiligt waren auch Roswell Rudd und sein Sohn, der Posaunist Max Perkoff. 2007 folgte das zweite Album des Trios, Monk on Mondays (2007). Sie spielten regelmäßig Montag abends die Musik von Thelonious Monk im Simple Pleasures Café in San Francisco. Damit galten sie als die Band, die am längsten Monks Werke als Repertoire pflegte. Auf seinem eigenen Album Si Sings! (2005) interpretierte er populäre Standards wie „Route 66“, „Ain’t Misbehavin’“, „Love Me or Leave Me“, „What Is This Thing Called Love?“, „St. Louis Blues“ und „Pennies from Heaven“. Im Bereich des Jazz war er laut Tom Lord zwischen 1972 und 2007 an 14 Aufnahmesessions beteiligt, zuletzt in Mal Sharpes Big Money in Jazz Band.

## Diskographische Hinweise
- Jazz at Home (Sonoma, 2000) solo
- Hear Again (2005)